# Elise Loum
Elise Ndoadoumngue Loum (né en 1956 au Tchad) est une femme politique tchadienne. 

## Biographie
De 1995 à 1998, elle est proviseure du lycée Félix-Éboué de N'Djaména. En 2000, elle est conseillère technique du président de la République Idriss Déby pendant un an. En 2001, elle est nommée ministre des Affaires sociales, de l'Enfance et de la Famille, jusqu'en 2002. En juin 2002, elle est élue députée du Mouvement patriotique du Salut et devient 2e vice-présidente de l'Assemblée nationale du Tchad.